# Лопеш душ Сантуш, Антониу
Анто́ниу Адриа́ну Фария Ло́пеш душ Са́нтуш (28 декабря 1919 — 11 мая 2009, Лиссабон) — португальский военный и политический деятель, губернатор Макао (1962—1966), генерал-губернатор Кабо-Верде (1969—1974).

## Биография
В 1959—1962 гг. — Губернатор одного из округов в Мозамбике (португальская Восточная Африка).
В 1962—1966 гг. — Губернатор Макао, начальник штаба военного гарнизона.
В 1968—1970 гг. — помощник португальского Губернатора Новой Гвинеи.
В 1970—1974 — генерал-губернатор Кабо-Верде (острова Зелёного мыса).
После португальской революции (1975 г.) — глава Центра военных исследований и Верховного военного дисциплинарного совета.
До ухода в отставку работал главой Института национальной обороны.
C 2000 г. до конца жизни являлся президентом Фонда Хорхе Альвареса, президентом Ассоциации Дружбы «Португалия-Китай» (AAPC).